# Babiloni Istár ünnep
A húsvét ünnepe már létezett jóval Jézus Krisztus előtt is, Babilonban Istár ünnep volt a neve.
Istár, Astarte, Astoret ugyanannak az istennőnek más nevei. Különböző korszakokban és országokban imádták.
A pogány sémiták számára Astarte volt a legfontosabb istennő. Ő volt a szerelem, a termékenység és az anyaság istennője a föníciaiak, a kánaániták, az arameusok, a déli arabok, még az ókori egyiptomiak számára is. Babilóniában és Asszíriában Istar volt a neve (ebből ered a húsvét angolszász Easter elnevezése). Ugyancsak ő volt a háború istennője is. Azonosították a Vénusz bolygóval. Az ókori görögök Aphrodité néven ismerték.
A tojás magának az univerzumnak a szimbóluma volt az ókori Egyiptom, Babilon, Fönícia és Görögország lakói számára, ahol úgy gondolták, hogy az univerzum egy hatalmas tojásból keletkezett. Az ókori Egyiptom, Kína, Perzsia, Róma lakói a tavaszi termékenység-ünnep alkalmával tojással ajándékozták meg egymást. Az ókori Babilonban a tojást Istár istennőnek ajánlották fel.